# 김태환 (1958년)
김태환(한국 한자: 金泰煥, 1958년 3월 20일 ~ )은 대한민국의 전 축구 선수이며, 포지션은 공격수였다.